# Middlesbrough Ironopolis Football Club
Pour les articles homonymes, voir Middlesbrough (homonymie).
Maillots
Middlesbrough Ironopolis Football Club était un club anglais de football qui a joué brièvement en Football League dans les années 1890.
Bien que le club n'ait existé que cinq années, Middlesbrough Ironopolis a remporté trois championnat et deux coupes. Sa meilleure performance en FA Cup est un quart de finale.

## Histoire
Le club est créé en 1889 par quelques membres du Middlesbrough FC, qui était un club amateur à l'époque, afin que la ville de  Middlesbrough dispose d'un club professionnel de football.
Ils jouent leur premier match contre Gainsborough Trinity le 14 décembre 1889 à domicile ; ce match se termine sur le score de 1-1.

### Championnat et coupe
Middlesbrough Ironopolis a joué dans la Northern Football League (en) de 1890 à 1893, remportant le titre trois années consécutivement. Lors de leur première saison, ils atteignent le quatrième tour qualificatif de la FA Cup. Lors de la saison 1892-1893, ils vont jusqu'aux quarts de finale avant d'être éliminés à ce stade par Preston North End lors d'un deuxième match, après que le premier se soit conclu par un match nul. 
Pour la saison 1893-94, ils sont acceptés dans la deuxième division de Football League en remplacement de Accrington. Jouant dans le même championnat que Liverpool, Newcastle United, et Woolwich Arsenal (devenu par la suite Arsenal FC), ils finissent 11e des 15 clubs participants, avec quelques bons résultats contre Small Heath (devenu depuis Birmingham City) avec une victoire 3-0. Ils ont aussi battu  2-0 Ardwick (devenu Manchester City).
Ironopolis perd son stade : le Paradise Ground (lequel est à côté du Ayresome Park) à la fin de la saison à cause de leur mauvaise situation financière. Le club a alors du mal à couvrir les coûts de transport et les salaires des joueurs. En février 1894, tous les joueurs décident de mettre fin à l'équipe. Ils jouent leur dernier match contre South Bank le 30 avril 1894 qui finit sur le même score que le premier match du club : 1-1. Le contrat de Ironopolis avec la Football League est résilié le mois suivant, et le club est dissous.

## Couleurs
Il y a eu trois différents équipements dans l'histoire du club. Initialement, les joueurs portaient un équipement marron et vert foncé, puis ils ont joué avec un équipement bleu foncé et blanc. Enfin, lorsqu'ils ont été acceptés en Football League, ils ont adopté l'équipement rouge avec des bandes blanches.

## Palmarès
- Northern League Division One (en)
  - Champions: 1890-91, 1891-92, 1892-93
- FA Cup
  - Quart de finale: 1892-93
- Cleveland Charity Cup
  - Vainqueur: 1889-90, 1892-93